# Novembersturm 1995
Der Novembersturm 1995 oder Sturm am  17. November 1995 war ein Schneesturm, der Schweden besonders in den südlichen und westlichen Teilen sehr hart traf. Es war der schwerste Schneesturm des Jahrzehnts. Seinen Beginn nahm er über der Nordsee.
Er begann am Donnerstagabend, dem 16. November 1995. Seine größte Stärke erreichte er am Morgen des 17. November. Schon am Nachmittag desselben Tages nahm die Stärke des Sturms ab und wenig später zog er in Richtung Dänemark ab. Am Morgen des 18. November war die Schneehöhe in Teilen Götalands bis zu 60 cm hoch. Zehn Kilometer nordöstlich von Huskvarna sogar bis zu 80 cm, in Verwehungen deutlich höher.
Göteborg und Umgebung wurden durch die Schneemassen und deren Verwehungen fast vollständig gelähmt. Aufgrund des stark wehenden Windes war es fast unmöglich, die Straßen frei zu halten. Diese wehten schon nach kurzer Zeit wieder zu. In einigen Gebieten wurde mit der Räumung des Schnees gewartet, bis der Wind und Schneefall nachließen. Auch das Militär war bei der Bewältigung der Schneemassen im Einsatz.
Erst am Dienstag, dem 21. November war die Verkehrssituation wieder zufriedenstellend hergestellt.

## Rekordhöhen für Schnee
Seit Beginn der Aufzeichnungen im Jahre 1905 wurden Rekordhöhen für Schnee in einem November gemessen.
Hier einige Beispiele für die Durchschnittswerte der genannten Regionen:
| Ort       | Jahr 1995 | Bisheriger Rekord |
| --------- | --------- | ----------------- |
| Göteborg  | 25 cm     | 11 cm (1965)      |
| Borås     | 40 cm     | 27 cm (1925)      |
| Skara     | 35 cm     | 20 cm (1977)      |
| Jönköping | 32 cm     | 24 cm (1965)      |
| Linköping | 35 cm     | 27 cm (1917)      |
| Västervik | 30 cm     | 30 cm (1905)      |

## Verkehr
Viele Bäume wurden vom Sturm gefällt. Der Straßenverkehr war besonders schwer betroffen. Menschen wurden samt ihren Autos eingeschlossen und mussten zum Teil lange auf Hilfe warten. (Mobiltelefone waren zu dieser Zeit noch nicht weit verbreitet und fingen gerade erst an, modern zu werden). Diverse Schulen blieben geschlossen, weil die Kinder diese einfach nicht erreichen konnten. Ebenso hatten viele Menschen große Probleme an ihren Arbeitsplatz zu kommen.

## Sport
Auch der Sport war von dem Schneesturm betroffen. Viele Veranstaltungen mussten auf andere Tage verlegt werden, da es für die Sportler teilweise unmöglich war, von und zu den jeweiligen Veranstaltungsorten zu gelangen. Die schwedische Basketballliga musste zum Beispiel viele Spiele vom Freitagabend auf andere Termine verlegen.
Ebenso konnte das Traditionsrennen Novemberkåsan erstmals in seiner Geschichte wegen des heftigen Schneefalls nicht stattfinden und wurde auf Dezember verschoben.